# Luigi de la Cerda
Luigi de la Cerda (1291 – Lamotte-du-Rhône, 5 luglio 1348) fu un principe reale della Corona di Castiglia, che visse e prestò servizio nel Regno di Francia.

## Biografia
Luigi de la Cerda era il secondo figlio di Alfonso de la Cerda, il diseredato, e di sua moglie, Matilde di Brienne-Eu, figlia di Giovanni II di Brienne. Alfonso era stato scelto per ereditare il regno di León da suo nonno, il re Alfonso X di Castiglia-León, ma fu deposto e mandato in esilio nel 1284 da suo zio, Sancho IV. Di conseguenza, la maggior parte dei figli di Alfonso, incluso Luigi, nacquero e crebbero all'estero.
Luigi ha trascorso quasi tutta la sua vita nel regno di Francia, al servizio della corona francese, e combatté nella guerra dei cent'anni a nome del suo paese di adozione. Il re Filippo VI di Francia investì Luis de la Cerda come Conte di Clermont e il primo conte di Talmont nel 1338/39. Fu nominato Ammiraglio di Francia nel 1340.

### Principe di Fortunia
Benché conosciuta fin dall'antichità classica, non esisteva praticamente alcun contatto europeo con le isole Canarie (conosciute allora come le Isole Fortunate) fino all'inizio del XIV secolo, quando il capitano genovese Lanzerotto Malocello incappò nell'isola di Lanzarote. L'interesse europeo per le isole accelerò rapidamente dopo una spedizione di mappatura del 1341 sponsorizzata da Alfonso IV del Portogallo, che forniva descrizioni dettagliate dei "Guanches", gli abitanti aborigeni primitivi delle isole. La prospettiva di nuovi e facili territori di incursioni degli schiavi stuzzicarono l'appetito dei mercanti europei. Le spedizioni in maiorchino, organizzate da consorzi commerciali privati, partirono immediatamente per le isole Canarie, con l'obiettivo di catturare i nativi per venderli come schiavi nei mercati europei.
De la Cerda, che servì come ambasciatore francese alla corte papale di Avignone, presentò una proposta a papa Clemente VI che offriva alla Chiesa cattolica la visione più appetibile di conquistare le isole e convertire i nativi Guanches al cristianesimo.
Il 15 novembre 1344 papa Clemente VI emanò la bolla Tuae devotionis sinceritas che concedeva per sempre le isole Canarie a de la Cerda e ai suoi eredi, garantendogli il titolo sovrano di "Principe di Fortuna", con diritto di coniare monete e altri privilegi reali. In cambio, di Cerda promise di convertire i nativi e rendere al papato un tributo annuale di 400 fiorini d'oro, dovuto annualmente alla festa dei santi Pietro e Paolo (29 giugno). Nella bolla vengono citate undici isole con nomi antichi (e fantastici) di Plinio: Canaria, Ningaria, Plumaria, Capraria, Junonia, Embronea, Atlantica, Hesperida, Cernae, Gorgona e Galeta. Dopo aver ricevuto la corona e lo scettro dalle mani del papa, una cavalleria fu inviata per le strade di Avignone, annunciò Luigi de la Cerda come il nuovo re delle isole. Luigi acquisì rapidamente la denominazione popolare di "Infante della Fortuna".
Papa Clemente VI gli inviò un'altra bolla, Prouenit ex mares nel gennaio 1345, conferendo alla conquista di Cerda il carattere di una crociata, concedendo indulgenze a tutti coloro che avrebbero partecipato. Le lettere papali furono inviate ai governanti del Portogallo, Castiglia, Aragona, Francia, Sicilia, Vienna e Genova, chiedendo il riconoscimento del titolo di Cerda e sollecitandole a fornire assistenza materiale alla prossima spedizione di Cerda (prevista entro tre anni). Il re portoghese Alfonso IV presentò immediatamente una protesta, rivendicando priorità di scoperta, ma riconosceva l'autorità del papa. Anche Alfonso XI di Castiglia protestò, usando le antiche diocesi visigotiche e precedenti trattati di riconquista per rivendicare che le isole cadessero nella giurisdizione castigliana e nella "sfera di conquista", ma che tuttavia riconosceva il titolo di Cerda.
Nonostante i loro riconoscimenti formali, i preparativi furono bloccati dall'opposizione dei monarchi iberici. Con l'aiuto dell'Arcivescovo di Neopatria, Luigi de la Cerda riuscì a ottenere l'impegno di Pietro IV d'Aragona di mettere a disposizione alcune galere. Il rinnovato scoppio della Guerra dei Cent'Anni nel 1346 rimandò il progetto, quando de la Cerda riprese il servizio militare per la corona francese. Come risultato, nessuna spedizione fu montata prima della prematura morte di Cerda, il 5 luglio 1348.
La tradizione sostiene che le galee aragonesi preparate per de La Cerda, stanche dei ritardi (o subito dopo la sua morte), decidessero di partire per le Canarie e tentarono uno sbarco su La Gomera, ma furono rapidamente respinti dal nativi. Poiché non ci sono prove documentate per questa spedizione, alcuni storici sono stati ansiosi di identificarlo con una spedizione sfortunata aragonese del 1360.

## Matrimoni

### Primo Matrimonio
Nel 1306 sposò a Siviglia Leonor Pérez de Guzmán (?-1341), signora di Huelva e del Puerto de Santa María, figlia di Alonso Pérez de Guzmán. Ebbero otto figli:
- Alfonso, Maria, Bianca, Fernando e Maria morirono durante l'infanzia
- Luigi de la Cerda (1325-15 ottobre 1383)
- Giovanni de la Cerda (1327-1357)
- Isabella de la Cerda (1329-1389)

### Secondo Matrimonio
Dopo la morte della prima moglie, Luigi de la Cerda sposò Guiote D'Uzès, figlia di Roberto I, visconte di Uzès. Non ebbero figli.
Ebbe un figlio illegittimo, Juan di Spagna, nato in Francia nel 1347 e riconosciuto nel testamento del padre.

## Morte
Luigi de la Cerda fu sepolto nell'Abbazia di Saint-Gilles, in Linguadoca, in Francia. I suoi titoli di Talmont e Principe di Fortuna furono ereditati dal figlio maggiore Luigi de la Cerda. Ma dopo che le linee maschili morirono senza eredi, i titoli passarono attraverso la figlia di Luigi de la Cerda, Isabella de la Cerda. Sebbene sia stato riferito che il titolo conferitogli dal papa di Principe di Fortuna si estinguesse automaticamente dopo cinque anni senza alcuna spedizione, la famiglia De la Cerda-Medinacelli continuò a rivendicare la propria richiesta di signoria delle isole.